# Tibellus australis
Tibellus australis är en spindelart som först beskrevs av Simon 1910.  Tibellus australis ingår i släktet Tibellus och familjen snabblöparspindlar.
Artens utbredningsområde är Botswana. Inga underarter finns listade i Catalogue of Life.